# Palais Antonini
Pour les articles homonymes, voir Antonini.
Le palais Antonini (en italien : Palazzo Antonini) est une résidence urbaine d'Andrea Palladio sise via Palladio à Udine, dans la province homonyme et la région Frioul-Vénétie Julienne, en Italie.
Le bâtiment est le siège actuel d'une filiale de la Banque d'Italie.

## Historique

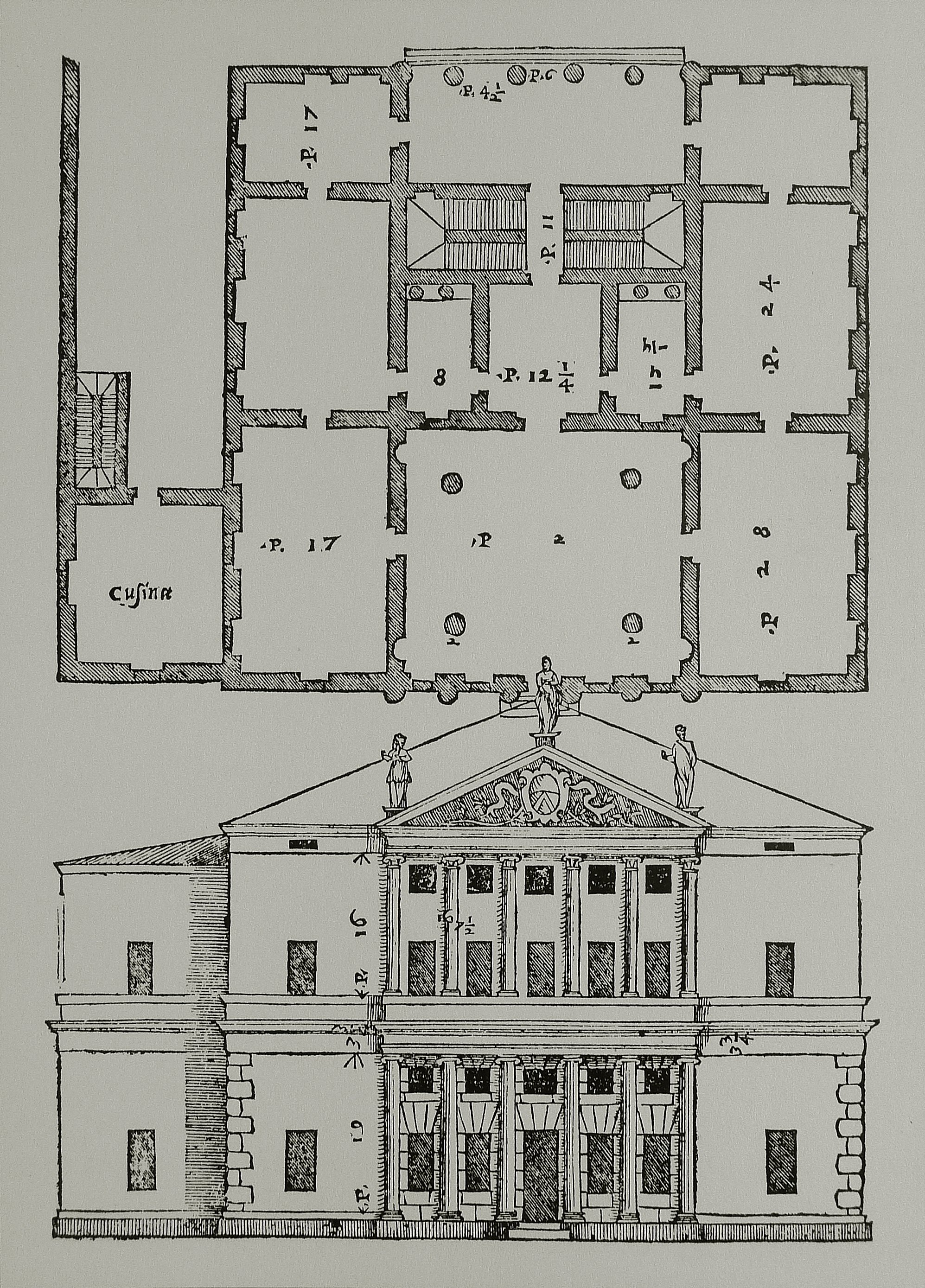
Projet du palais, publié dans Les Quatre Livres de l'architecture

Les travaux de la construction du palais ont vraisemblablement débuté en 1556, en concomitance avec ceux de l'arc Bollani, une autre œuvre udinoise de l'architecte vicentin.
Le commanditaire est Floriano Antonini, un jeune et ambitieux membre de l'une des familles les plus en vue de l'aristocratie d'Udine ; désireux de renouer avec une tradition érudite, il fait frapper une médaille de fondation du palais afin, probablement, de démontrer que le goût raffiné n'est pas le privilège des cercles aristocratiques de la capitale de la Sérénissime, Venise. En 1559, le palais est déjà partiellement habitable, mais, en 1563 le chantier est toujours actif.
Au siècle suivant, au moins deux campagnes de travaux vont profondément modifier l'aspect de l'édifice ; ainsi, toutes les fenêtres, excepté celle à la droite de la loggia de la façade arrière, et les escaliers intérieurs, sont remplacés. En 1709, les décorations réalisées par le peintre Martino Fischer contribuent à définitivement dénaturer les intérieurs palladiens. En substance, restent du projet de Palladio la planimétrie, excepté les escaliers, et la volumétrie générale de l'édifice, les loggias des façades avant et arrière, dépourvues de leur fronton respectif, non réalisé et les éléments de la pièce dite salle à quatre colonnes.
Selon le plan publié dans son traité, le projet prévoyait une aile sur le côté gauche du bâtiment, non construite ; elle devait héberger, entre autres, la cuisine, mentionnée ainsi, avec une autre particularité du bâtiment, les toilettes nommées cabinets :

« La cuisine est située à l'extérieur de la maison, mais permet cependant une utilisation pratique pour le service. Les cabinets se trouvent à côté des escaliers, et bien qu'ils soient dans le corps même du bâtiment, ils n'occasionnent aucune odeur désagréable, du fait qu'ils sont placés aux endroits les plus éloignés du soleil, et que des cheminées d'aération traversent l'épaisseur du mur de l'extrémité inférieure jusqu'au sommet du toit. »

## Description
Dans le deuxième de ses Quatre Livres de l'architecture, publiés en 1570, le projet du palais Antonini ouvre la section  consacrée aux palais de ville même si, comme les villas Pisani à Montagnana ou Cornaro à Piombino Dese, ce palais est un édifice ambivalent, quoique pour des raisons opposées ; en effet, c'est un palais urbain avec une typologie d'une villa suburbaine. Du reste, il se trouvait à la périphérie d'Udine, dans une zone ouverte avec des jardins, comme les palais Chiericati et Civena à Vicence.
Le dessin des façades est fascinant, particulièrement celui de la façade donnant sur la rue, avec ses demi-colonnes ioniennes dégagées, composées de blocs de pierre ; elles préfigurent celles de la villa Serego à Santa Sofia di Pedemonte, réalisées dix ans plus tard et constituent une véritable exception dans la poétique palladienne. L'architecte, sans son traité, le décrit ainsi : 

« Mais venons-en maintenant aux bâtiments, dont celui-ci est situé à Udine, la capitale du Frioul, et qui a été érigé de fond en comble par Floriano Antonini, un gentilhomme de cette ville. L'ordre du premier étage de la façade est un opus rusticum, les colonnes de la façade de l'entrée et de la loggia inférieure sont d'ordre ionique... »

La vue de cette façade, dans ce même traité, présente ces demi-colonnes avec un crépi lisse ; leur réalisation, avec des blocs de pierre, est peut-être une demande du maître-d'œuvre.
Par ailleurs, les multiples ouvertures de la loggia donnant sur la rue en font une sorte de cloison filtrant la lumière. L'édifice est comme rayé par des bandes continues de pierre, du socle des demi-colonnes à l'entablement, jusqu'à la frise supérieure où s'ouvrent les petites fenêtres sans cadre du grenier.

## Galerie

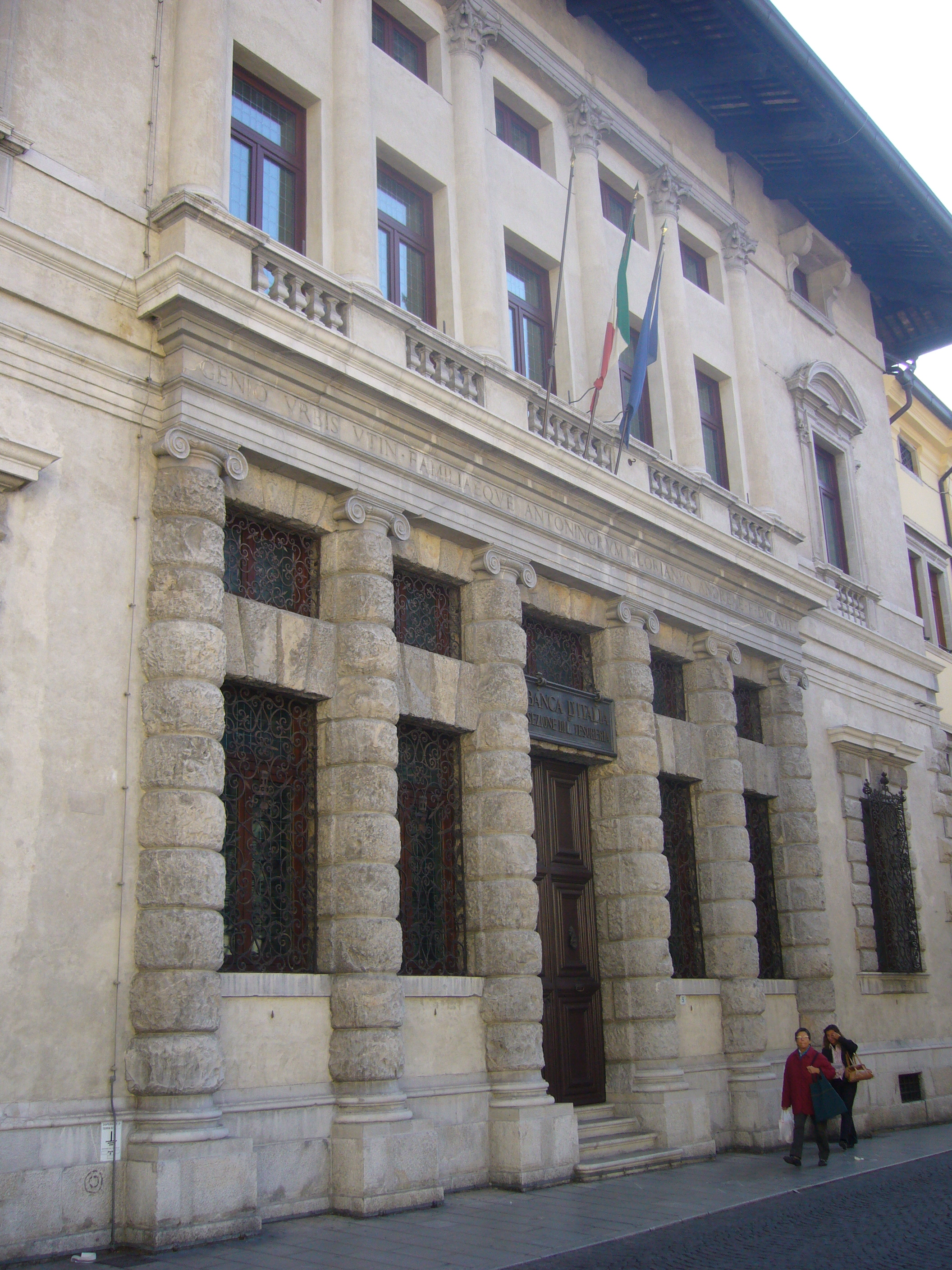
Détail de la façade avant et ses colonnes faites de blocs de pierre.
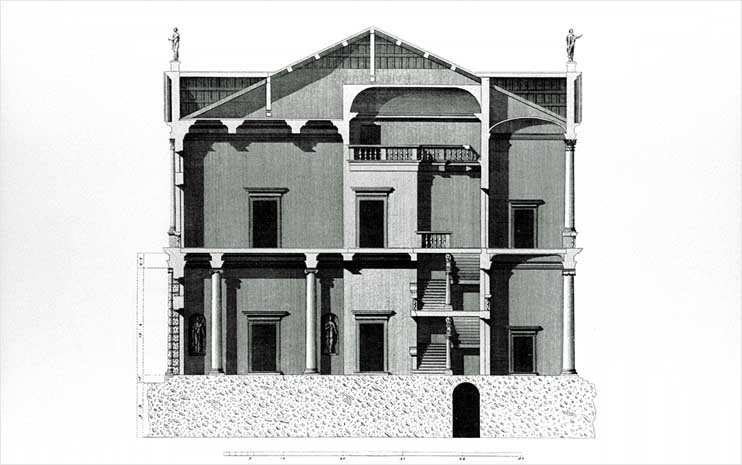
Coupe transversale du palais Antonini due à Ottavio Bertotti Scamozzi, 1781.
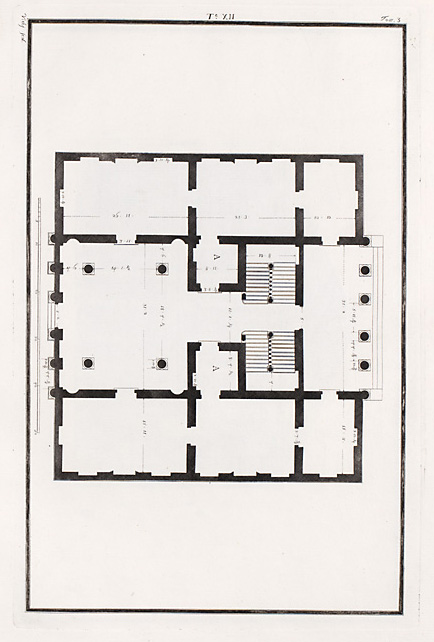
Plan du palais Antonini dû à Ottavio Bertotti Scamozzi, 1781.

## Sources bibliographiques
- Manfred Wundram, Thomas Pape, Paolo Marton : Palladio 1508-1580 Un architecte entre la Renaissance et le Baroque, Benedikt Taschen Verlag Gmbh & Co.KG, traduction française de Françoise Laugier, 1989, pp 106 à 111,  (ISBN 3-8228-0159-3)
- Andrea Palladio, Les Quatre Livres de l'architecture (I Quattro Libri dell'Architettura), 1570 . La traduction française de Roland Fréart de Chambray (1641), transcrite en français moderne, est disponible chez Flammarion (1980 et 1997)  (ISBN 2-08-010218-4).